# Wolf-Dieter Trüstedt

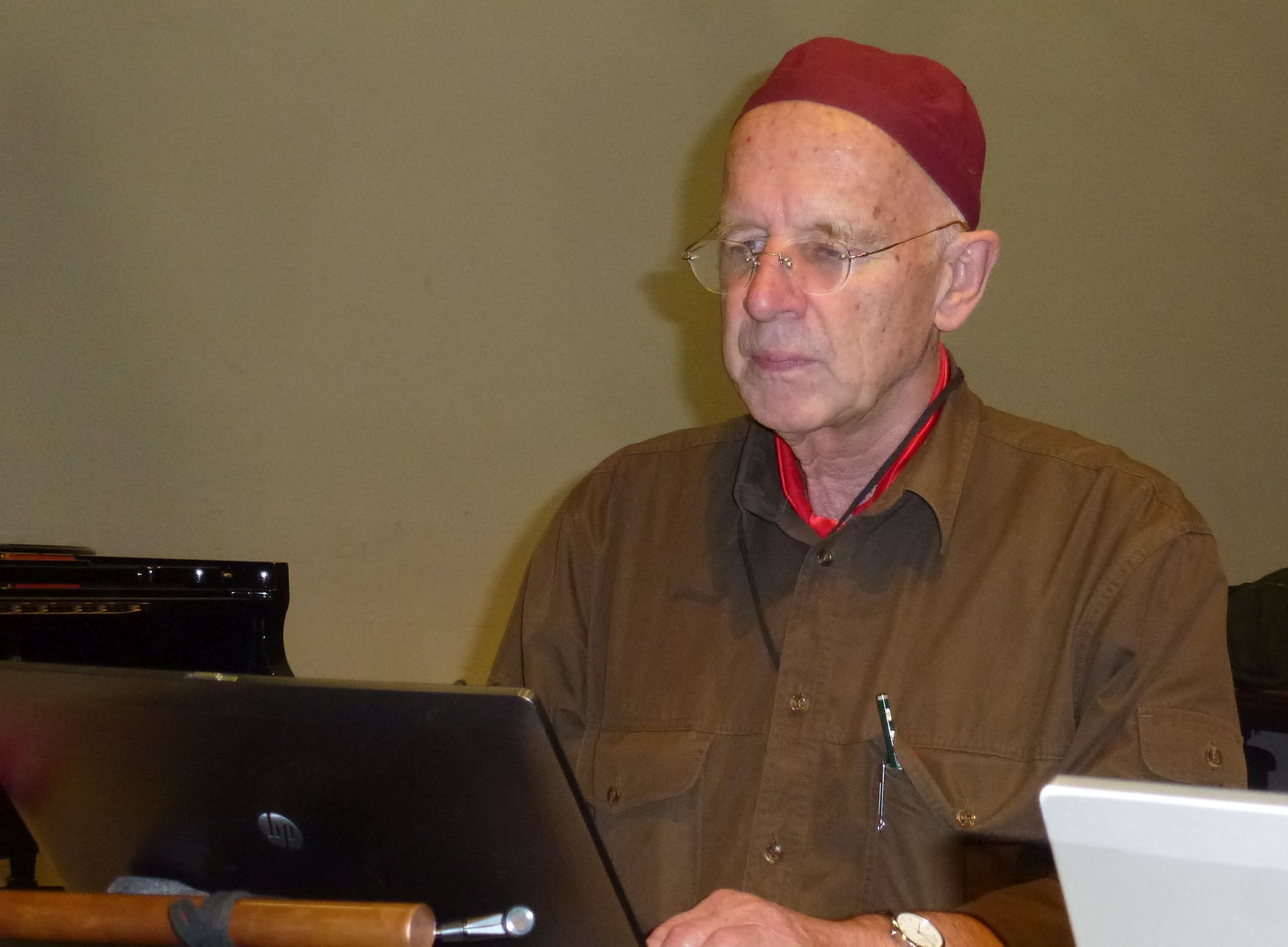
Wolf-Dieter Trüstedt beim Sonderkonzert im Carl Orff Auditorium der Hochschule für Musik und Theater am 17. Oktober 2015.

Wolf-Dieter Trüstedt (* 3. August 1939 in Berlin) ist ein deutscher Künstler. Er betreibt Forschung und arbeitet an den Phänomenen Licht und Klang, entwickelt akustische und elektronische Musikinstrumente, Musik und abstrakte Filme.
Wolf-Dieter Trüstedt ist Avantgarde-Künstler und „einer der Motoren der Münchner Freien Szene“ und war Mitglied der „Neuen Gruppe“.

## Leben
Wolf-Dieter Trüstedt studierte Physik an der Technischen Universität München und promovierte 1969 bei Heinz Maier-Leibnitz. Daraufhin forschte er weiter auf seinem Arbeitsgebiet Festkörperphysik am Department für Physik der Technischen Universität München in Garching. Ab 1973 war er freiberuflich in Kunst und Wissenschaft tätig und aktiv und lieferte zahlreiche Beiträge im Instrumentenbau, in Kunst und Wissenschaft (u. a. 1971 Experimenta Frankfurt, 1984 Phänomena Zürich), künstlerischen Projekten und in der Lehre (Universität Ulm, Hochschule der Künste Berlin (HdK) und Hochschule für Musik und Theater München) und beim Aufbau des musischen Zentrums der Universität Ulm (MUZ).

## Berufliche Tätigkeit
Nach seinen ersten wissenschaftliche Tätigkeiten am Department für Festkörperphysik der TU München in Garching wandte sich Wolf-Dieter Trüstedt der wissenschaftlichen Beschäftigung mit den Phänomenen Klang und Licht sowie deren künstlerischer Ausgestaltung zu, beschäftigte sich aber auch mit der Weitergabe seiner Erkenntnisse. Dies führte 1979 zur Mitarbeit am Freien Musikzentrum in München und von 1986 bis 1990 entstand in der Abteilung Kulturanthropologie und Wissenschaftsforschung des Uniklinikums Ulm das Projekt „Musik in Prävention und Therapie“. 1984 wurde Wolf-Dieter Trüstedt von Helmut Baitsch und Gerlinde Sponholz von der Phänomena in Zürich nach Ulm eingeladen. Dort begann er mit dem zuvor schon ausgeübten Instrumentenbau. Zunächst wurde im Atelier der Hochschule für Gestaltung  von Nick Röhricht, dann in Dornstadt in der Nähe von Ulm und schließlich im Musischen Zentrum der Universität Ulm – in den 1991 eröffneten MUZ-Hütten gebaut. Aus der Idee, Instrumenten Klänge zu entlocken und mit diesen Klängen gemeinsam zu experimentieren, entstand 1985 die IBUEMU, aus der sich schließlich die Gruppe EMU bildete, deren Leitung Wolf-Dieter Trüstedt übernahm. Neben dieser Tätigkeit übernahm er auch ab 1990 Projekte an der Jugendkunstschule Ulm, von 1991 bis 1995 einen Lehrauftrag an der Hochschule der Künste Berlin (HdK) bei Hans Roericht (Industrie-Design). An der Universität Ulm übte er ab 1991 Lehrtätigkeiten auf dem Gebiet des Musikexperiments am Humboldt-Studienzentrum von Renate Breuninger aus, von 2007 bis 2017 gestaltete er das Seminar für Elektronische Musik in Theorie und Praxis bei Michael Weber (Medieninformatik). Ab 1992 lehrte und arbeitete Wolf-Dieter Trüstedt ebenfalls an der Hochschule für Musik und Theater München und wurde Mitbegründer der „Echtzeithalle“ in München und ihrer Gruppe „Autorenmusik“.

## Ehrungen
- Stipendium der Engelhorn-Stiftung zur Pflege und Förderung der Kunst: 1973–1981.
- Preis „Wissenschaft und Kunst“ der Universität Ulm, 2000.

## Instrumente und Klangobjekte
- 1969–1973: Synthesizer.
- 1972: Eternal Electronic Music.
- 1973: Binäres Rauschen.
- 1973: Alphas und andere Rhythmen.
- 1973: Bewegungshologramme.
- 1976: Synchrone Klänge aus dem Rauschen.
- 1978–1982: Ch'in-Instrumente, Äolsharfen.
- 1978–1984: Teiltonspielfelder.
- 1973–1989: Rahmentrommeln, Baßrohre, Nays, Schilfflöten, Becken.
- 1990: Ulmer Windharfe
- 1995: Klangfahne Musikinstrumenten-Museum, Stuttgart
- 1996: Solarwindharfe TIPI, Solarsculptura Ulm
- 1997 & 1999: Windharfe St. Pölten/Wien Klangturm

## Lichtkunst-Projekte
- 1968:Schattensonnen, Mechanisches Theater München
- 1971–1973: Laser-Lichtzeichnungen, Galerie Kooperative Türkenstr.53, Städt. Galerie Lenbachhaus München, Stedeljik-Museum Amsterdam
- 1975 & 1976: XENON, Isar-Amperwerke München, Architekten Betz und Rathaus Erlangen
- 1994–1996: Blaues Band, Billard u. a., LKA Berlin Tempelhofer Damm
- 1996: Architekten Betz. Lichtbänke Farbschattenmusik, FMZ München
- 1997: Viergradrot, Lichtkunstobjekt, Installationen im EINSTEIN, München.
- 1999: Lichthauch, kinetische Lichtkunst, Herder-Haus-Fassade, Promenade Platz 1, München

## Musikprojekte und Aufführungen
- nur rauschen
  - 1985 Experimentelle Musiknacht (Techn. Universität München), 1986 Theaterhallen Dachauerstraße München, LOFT München in „nachdenken über chaos“
- Vom verlorenen Paradies (Hans Werner Henze) Münchner Biennale 1988
- Interrogations, Yoshi Oida (Paris), Musik in den gemeinsamen Aufführungen
  - Berlin, Rom, Schauspielhaus Basel, Schauspielhaus Köln, Bologna, Freiburg, Santarcangelo dei Teatri, Internat. Sommertheater Kampnagel Hamburg, Research Acting Institute Los Angeles, Komatshi in Prithvi Theatre Bombay, Black Box München, ICA London, Festspiele Ludwigsburg, Asti Festival, Italien, La Bellone, Brüssel, Japan Institut New York 1998, Stuck Villa München 1998, Berliner Ensemble, 1998; Teatro el Galeón, Mexiko 1999; SESC, São Paulo Brasilien 1999, Utrecht-Verona-Brescia 2000, Reykiavik Island Juni 2000, Berlin, Nürnberg 2001, Paris 2001.
- Musik zu Molly Swenney, Ballett der städtischen Bühne Nürnberg, Leitung: Yoshi Oida. Aufführungen live März/April 2001
- genesis-sequence.one mit Jessica Billeter (Ballett Nürnberg), Alexander Schilling (Schauspiel Nürnberg) und Hans Wolf (München),  Reaktorhalle 3okt01
- Zeitbänke mit Ulrike Döpfer (Text, Bewegung), Abstrakter Film und Ch'in-Musik, Uraufführung Reaktorhalle München 2001
- Zeitträume mit Ulrike Döpfer (Choreographie, Tanz), Virtuelles Bühnenbild, Shakuhachi, elektronische Live-Musik, Uraufführung im Carl Orff Auditorium Musiklabor München,  Auditorium der Pinakothek der Moderne München 2002.

## Publikationen und Vorträge
- Theater der Mechanik  Ravensburg, 1972. Apparative Kunst, DuMont, Köln, 1975.
- Bundesschulmusikertagung: Gruppenimprovisation, Münster, 1973 und München, 1978.
- Tonmeistertagung: Teiltonspielfelder, WDR, Köln, 1978.
- Ars Electronica, Linz, 1980.
- Musikerziehung und Experiment, Berlin, 1979 und 1982.
- Komponistenverband Berlin: Mikrointervalle, 1981.
- The New Grove (Äolsharfe), London, 1983.
- Experimentelle Musik, München 1987, 1988.
- Berichtband: Musik in Prävention und Therapie, Universität Ulm, 1991.
- Kunst in die Wissenschaft, Zentrum für Zeitgenössische Musik, Dresden, 1991.
- Wuppertal, Klangzeit: Windharfe, 1992.
- Kunstpfad, Ulmer Kunststiftung pro Arte, 1991.
- Het Apollohuis, Eindhoven, Holland: Windharp, 1993.
- Über die Absichtslosigkeit, Fra ordine e caos, Rom, Goethe-Institut, 1995
- 1.Internationales Künstlersymposium Ulm 1993.
- solarjahr-sculptura ulm '96,
- „Über die Absichtslosigkeit“, Ulm 2. Internat. Künstlersymposium 1997,
- Montagsgespräche im Einstein, München 1999 und Musiklabor seit Sept. 2000.
- Chairmusic, Wolf-Dieter Trüstedt / Volkmar Müller, Bericht in Musik & Bildung, Praxis Musikunterricht, Nr. 5, Okt./Nov. 2001
- QUIVID, Landeshauptstadt München, Baureferat, Seite 123, Wettbewerb U-Bahnhof, Olympia-Einkaufszentrum. Verlag für moderne Kunst Nürnberg, 2003.

## Autorenensemble
- Wolf-Dieter Trüstedt, Wilfried Krüger, Hans Wolf: Horn, Klavier, Fraktal und zwei Steine (2013)
- Wilfried Krüger, Elmar Guantes, Hans Wolf, Wolf-Dieter Trüstedt: Materialzonen (2014)
- Wilfried Krüger, Elmar Guantes, Hans Wolf, Wolf-Dieter Trüstedt: Spuren der Polymetrik (2014)
- Wolf-Dieter Trüstedt, Wilfried Krüger: Falschfarben (2014)
- Wolf-Dieter Trüstedt, Wilfried Krüger: Leonhard Euler klatscht in die Hände (2015) für Horn und Pure Data
- Wilfried Krüger, Wolf-Dieter Trüstedt, Elmar Guantes u. Hans Wolf: Bilder aus der Tonwerkstatt (2015)
- Wilfried Krüger, Wolf-Dieter Trüstedt u. Karsten Neumann: Voyage du café (Fassung 2016) für Horn, Elektronik u. Performer
- Wilfried Krüger, Elmar Guantes, Wolf-Dieter Trüstedt: Klang des Rauschens (2016)
- Wilfried Krüger, Wolf-Dieter Trüstedt, Volker Blumenthaler: Drehorgel (2019)